# Scytalopus acutirostris
El churrín de Tschudi o tapaculo de Tschudi (Scytalopus acutirostris), es una especie de ave paseriforme perteneciente al numeroso género Scytalopus de la familia Rhinocryptidae. Es endémico de los Andes de Perú.

## Distribución y hábitat
Se distribuye por los Andes centrales de Perú, desde el este de La Libertad hacia el sur hasta Junín.
Es bastante común en el sotobosque de selvas montanas húmedas y sus bordes, principalmente entre los 2700 y los 3400 m s. n. m. de altitud.

## Taxonomía
Es monotípica. Ya fue considerada como subespecie de un ampliamente definido Scytalopus magellanicus.